# Ábalos
Ábalos est une commune de la communauté autonome de La Rioja, en Espagne.

## Démographie
| 1900 | 1910 | 1920 | 1930 | 1940 | 1950 | 1960 | 1970 | 1981 |
| ---- | ---- | ---- | ---- | ---- | ---- | ---- | ---- | ---- |
| 782  | 637  | 686  | 708  | 599  | 632  | 489  | 326  | 307  |

| 1991 | 2001 | 2011 | - | - | - | - | - | - |
| ---- | ---- | ---- | - | - | - | - | - | - |
| 293  | 281  | 328  | - | - | - | - | - | - |

## Administration

### Conseil municipal
La ville de Lumbreras de Cameros comptait 257 habitants aux élections municipales du 26 mai 2019. Son conseil municipal (en espagnol : Pleno del Ayuntamiento) se compose donc de 7 élus.
| Parti | Parti                                    | Voix | %     | Élus  |
| ----- | ---------------------------------------- | ---- | ----- | ----- |
|       | Parti socialiste ouvrier espagnol (PSOE) | 106  | 100 % | 7 / 7 |

### Liste des maires
| Mandat    | Maire | Maire                      | Parti       |
| --------- | ----- | -------------------------- | ----------- |
| 1979-1983 |       | Miguel Ángel del Río Garay | PSOE        |
| 1983-1987 |       | Miguel Ángel del Río Garay | PSOE        |
| 1987-1991 |       | Carlos Alonso González     | Indépendant |
| 1991-1995 |       | Vicente Ramirez Ruiz       | PSOE        |
| 1995-1999 |       | Antonio Mª Ruiz Garrido    | PP          |
| 1999-2003 |       | Antonio Mª Ruiz Garrido    | PP          |
| 2003-2007 |       | Mª Mercedes Ruiz Tejada    | PSOE        |
| 2007-2011 |       | Juan Rufino Blanco Sáez    | PP          |
| 2011-2015 |       | Juan Rufino Blanco Sáez    | PP          |
| 2015-2019 |       | Mª Blanca Recio Moraza     | PP          |
| 2019-2023 |       | Vicente Urquía Almazán     | PSOE        |

## Lieux et monuments
Ábalos compte un monument classé bien d'intérêt culturel:
- Église paroissiale de Saint-Esteban (Iglesia Parroquial de San Esteban)

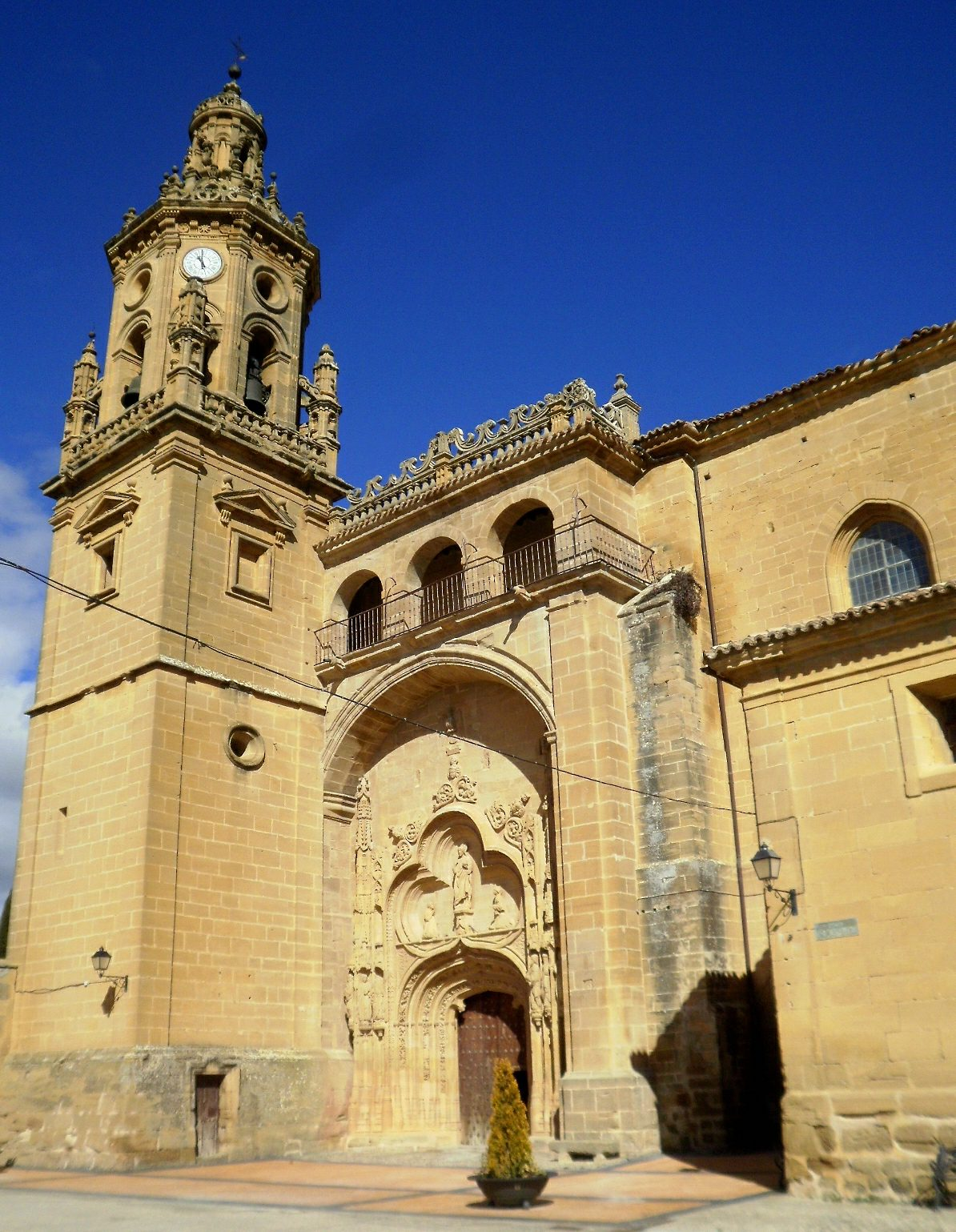
Iglesia Parroquial de San Esteban